# Кубок Аргентини з футболу
Кубок Аргентини з футболу — клубний турнір із футболу в Аргентині, другий за значенням після Прімера Дивізіону. Турнір був створений у 1969 році для відбору клубів для участі в Кубку володарів кубків КОНМЕБОЛ. Він був розіграний у наступному році, а потім припинив існування до 2011 року.

## Історія та формат
У 1969 році у змаганнях «Кубок Аргентини» брали участь 32 клуби: всі 19 клубів Прімери, переможець Прімери B, 12 команд-чемпіонів Регіональних ліг. Переможець турніру грав у Кубку кубків КОНМЕБОЛ 1970 року.
У 1970 році формат був такий же, тільки від Прімери брали участь 18 клубів, а від Регіонов — 13. Кубок офіційно не був розіграний після нічиєї у фіналі і відмови клубів від повторного матчу у зв'язку з оголошенням Кубка кубків 1971 року товариським, у якому після цього аргентинської команди не було.
У 2011 році було прийняте рішення відродити турнір для більшої кількості клубів Аргентини (близько 180) за прикладом європейських національних кубків. Крім клубів Прімери, в кубку брали участь клуби ще із 6 ліг. Переможцем турниру, який був приурочений до 200-ліття незалежності Аргентини, стала «Бока Хуніорс».

## Фінали
| Сезон   | Чемпіон                                 | Рахунок                                 | Фіналіст                                |
| ------- | --------------------------------------- | --------------------------------------- | --------------------------------------- |
| 1969    | Бока Хуніорс                            | 3–1, 0–1                                | Атланта                                 |
| 1970    | (Не закінчений, чемпіон не виявлений) 1 | (Не закінчений, чемпіон не виявлений) 1 | (Не закінчений, чемпіон не виявлений) 1 |
| 2011–12 | Бока Хуніорс                            | 2–1                                     | Расінг (Авельянеда)                     |
| 2012–13 | Арсенал                                 | 3–0                                     | Сан-Лоренсо де Альмагро                 |
| 2013–14 | Уракан                                  | 0–0 пен. 5–4                            | Росаріо Сентраль                        |
| 2014–15 | Бока Хуніорс                            | 2–0                                     | Росаріо Сентраль                        |
| 2016    | Рівер Плейт                             | 4–3                                     | Росаріо Сентраль                        |
| 2017    | Рівер Плейт                             | 2–1                                     | Атлетіко Тукуман                        |
| 2018    | Росаріо Сентраль                        | 1–1 пен. 4-1                            | Хімнасія і Есгріма (Ла-Плата)           |
| 2019    | Рівер Плейт                             | 3–0                                     | Сентраль Кордова (Сантьяго-дель-Естеро) |
| 2020    | Бока Хуніорс                            | 0–0 пен. 5-4                            | Тальєрес (Кордова)                      |
| 2022    | Патронато                               | 1–0                                     | Тальєрес (Кордова)                      |
| 2023    | Естудьянтес (Ла-Плата)                  | 1–0                                     | Дефенса і Хустісія                      |
| 2024    | Сентраль Кордова (Сантьяго-дель-Естеро) | 1–0                                     | Велес Сарсфілд                          |

Примітка:
- 1 Сан-Лоренсо та Велес Сарсфілд пройшли до фіналу. Перший матч був зіграний внічию 2-2, а повторний матч не був зіграний.

## Титули за клубами
| Клуб                                    | Титули | Роки перемог                 |
| --------------------------------------- | ------ | ---------------------------- |
| Бока Хуніорс                            | 4      | 1969, 2011–12, 2014–15, 2020 |
| Рівер Плейт                             | 3      | 2016, 2017, 2019             |
| Росаріо Сентраль                        | 1      | 2018                         |
| Арсенал                                 | 1      | 2012–13                      |
| Уракан                                  | 1      | 2013–14                      |
| Патронато                               | 1      | 2022                         |
| Естудьянтес (Ла-Плата)                  | 1      | 2023                         |
| Сентраль Кордова (Сантьяго-дель-Естеро) | 1      | 2024                         |